# Bracon nigrorufum
Bracon nigrorufum är en stekelart som först beskrevs av Joseph Augustine Cushman 1931.  Bracon nigrorufum ingår i släktet Bracon och familjen bracksteklar. Inga underarter finns listade.